# Немирівська селищна рада
Немирівська селищна рада — орган місцевого самоврядування у Яворівському районі Львівської області. Адміністративний центр — селище міського типу Немирів.

## Загальні відомості
Немирівська селищна рада утворена у 1939 році. Водоймища на території, підпорядкованій даній раді: річки Смердих , Папірня, Чернавка, Смолінка, Завадівка, Редячка, Суха Липа.

## Населені пункти
Селищній раді підпорядковані населені пункти:
- смт Немирів
- с. Великі Макари
- с. Воля
- с. Руда
- с. Салаші
- с. Середина
- с. Слободяки
- с. Шаварі

## Склад ради
Рада складається з 14 депутатів та голови.

### Керівний склад попередніх скликань
| ПІБ                    | Основні відомості                                                | Дата обрання | Дата звільнення |
| ---------------------- | ---------------------------------------------------------------- | ------------ | --------------- |
| Бесага Микола Іванович | Селищний голова, 1965 року народження, освіта вища, безпартійний | 26.03.2006   | 31.10.2010      |
| Бесага Микола Іванович | Селищний голова, 1965 року народження, освіта вища, безпартійний | 31.10.2010   | 25.10.2015      |
| Бесага Микола Іванович | Селищний голова, 1965 року народження, освіта вища, безпартійний | 25.10.2015   |                 |

Примітка: таблиця складена за даними джерела